# Harald Reinl
Harald Reinl (Bad Ischl, Austria, 8 de julio de 1908 - Puerto de la Cruz, Santa Cruz de Tenerife, España, 9 de octubre de 1986) fue un director de cine austríaco.

## Biografía
Su primera experiencia cinematográfica fue como extra en 1949, en la película Bergkristal del director pionero Arnold Fanck.
Comenzó su carrera como director hacia 1950, y fue especialmente conocido por sus películas basadas en dos autores: Edgar Wallace y Karl May.
Estuvo casado con Corinna Frank de 1946 a 1950, y con la actriz Karin Dor de 1954 a 1968. En 1969 produjo y dirigió la película documental Erinnerungen an die Zukunft, basada en el libro de Erich von Däniken.
Falleció trágicamente el 9 de octubre de 1986 en la casa de un amigo en el Puerto de la Cruz, Santa Cruz de Tenerife, España, apuñalado por su tercera esposa, la actriz checa Daniela Maria Delis, que era alcohólica.

## Filmografía
- 1950 - Gesetz ohne Gnade
- 1951 - Nacht am Mont-Blanc
- 1952 - Der Herrgottschnitzer von Ammergau
- 1952 - Hinter Klostermauern
- 1953 - Der Klosterjäger
- 1954 - Rosen-Resli
- 1954 - Der schweigende Engel
- 1955 - Solange du lebst
- 1956 - Die Fischerin vom Bodensee/La pescadora del lago
- 1956 - Ein Herz schlägt für Erika
- 1956 - Johannisnacht
- 1957 - Almenrausch und Edelweiß
- 1957 - Die Prinzessin von St. Wolfgang/Princesa moderna
- 1957 - Die Zwillinge vom Zillertal/Las mellizas y su rival
- 1958 - U 47 - Kapitänleutnant Prien/U 47-Comandante Prien
- 1958 - Die grünen Teufel von Monte Cassino/Los diablos verdes de Montecassino
- 1958 - Romarei, das Mädchen mit den grünen Augen/Romarei
- 1959 - Der Frosch mit der Maske/ La banda de la rana
- 1959 - Das Paradies der Matrosen
- 1960 - Die Bande des Schreckens/La banda del terror
- 1960 - Wir wollen niemals auseinandergehen
- 1961 - Der Fälscher von London/El falsificador de Londres
- 1961 - Im Stahlnetz des Dr. Mabuse/El diabólico doctor Mabuse
- 1962 - El tesoro del lago de plata
- 1962 - Der Teppich des Grauens/Terror en la noche
- 1962 - Die unsichtbaren Krallen des Dr. Mabuse/Las garras invisibles del doctor Mabuse
- 1963 - Winnetou I/Furia apache
- 1963 - Der Würger von Schloss Blackmoor
- 1963 - Die weiße Spinne/La araña blanca
- 1964 - Winnetou II/Carabina de plata
- 1964 - Zimmer 13/El misterio del cuarto nº 13
- 1965 - Der letzte Mohikaner/El último mohicano
- 1965 - Der unheimliche Mönsch/El encapuchado
- 1965 - La senda de la traición
- 1966 - Die Nibelungen, Teil 1: Siegfried
- 1966 - Das Schwert der Nibelungen (ein Zusammenschnitt der zwei Nibelungen-Teile für eine Wiederaufführung Anfang der 80er Jahre)
- 1967 - Die Nibelungen, Teil 2: Kriemhilds Rache
- 1967 - Die Schlangengrube und das Pendel/El tormento de las trece doncellas
- 1968 - Winnetou und Shatterhand im Tal der Toten/El valle de los héroes
- 1968 - Jerry Cotton, Fall Nr. 6: Dynamit in grüner Seide/Los Angeles, hora 14'50
- 1968 - Jerry Cotton, Fall Nr. 7: Der Tod im roten Jaguar/El jaguar rojo
- 1969 - Die Lümmel von der ersten Bank, Teil 3 - Pepe, der Paukerschreck
- 1969 - Dr. med. Fabian - Lachen ist die beste Medizin
- 1969 - Jerry Cotton, Fall Nr. 8: Todesschüsse am Broadway/Broadway sangriento
- 1970 - Die Lümmel von der ersten Bank, Teil 5 - Wir hau'n die Pauker in die Pfanne
- 1970 - Erinnerungen aus die Zukunft/Recuerdos del futuro y regreso a las estrellas (documental)
- 1971 - Kommissar X jagt die roten Tiger/El comisario X a la caza de los Tigres Rojos
- 1971 - Verliebte Ferien in Tirol
- 1971 - Wer zuletzt lacht, lacht am besten
- 1972 - Grün ist die Heide
- 1972 - Der Schrei der schwarzen Wölfe/El aullido de los lobos
- 1972 - Sie liebten sich einen Sommer/Se amaron un solo verano
- 1973 - Die blutigen Geier von Alaska/Los blancos colmillos de Alaska
- 1973 - Schloß Hubertus
- 1974 - Der Jäger von Fall
- 1974 - Ein toter Taucher nimmt kein Gold
- 1976 - Botschaft der Götter (documental)
- 1977 - ...und die Bibel hat doch recht
- 1978 - Götz von Berlichingen mit der eisernen Hand
- 1981 - Sieben Weltwunder der Technik, Folge 1 bis 7 (TV)
- 1982 - Im Dschungel ist der Teufel los
- 1986 - Sri Lanka - Leuchtendes Land

## Premios y distinciones
Premios Óscar
| Año  | Categoría              | Película                    | Resultado |
| ---- | ---------------------- | --------------------------- | --------- |
| 1970 | Mejor documental largo | Erinnerungen an die Zukunft | Nominado  |